# S.J. Bennett
S.J. (Sophia J.) Bennett, född 1966 i Richmond i Yorkshire, är en brittisk författare. Hon ägnar sig åt ungdomslitteratur samt spänningsromaner av feelgoodkaraktär – "cosy crime" –  med den brittiska drottningen Elizabeth II som problemlösare. 

## Biografi
Bennett föddes i Yorkshire. Fadern var militär, och hans yrke innebar att familjen flyttade runt i världen. Hon var tidigt litterärt intresserad av såväl fantasy som klassiska deckare. Efter att ha studerat språk vid flera europeiska läroanstalter, avlade hon examen i italiensk litteratur vid Cambridgeuniversitetet.
Hon undervisar i skrivande, parallellt med sitt författarskap. Hon debuterade 2009 som författaren Sophia Bennett och med ungdomsromanen Threads. Hon är med sin familj bosatt i London.

## Författarskap
Författaren belönades med The Times/The Chicken House Prize för sin debutroman för ungdomar, Threads. Denna var första delen i den trilogi vars övriga delar är Beads, Boys & Bangles (2010) och Sequins, Stars & Spotlights (2011).  Därefter har hon publicerat ytterligare ett antal böcker i samma genre, varav flera har nominerats till priser och är översatta till flera språk. Huvudpersonerna är unga kvinnor med intressen som mode, design, popmusik eller film och som upptäcker och utnyttjar sina styrkor.
Författaren har blivit känd och hyllad för sina vuxenromaner som har den brittiska drottningen Elizabeth II som huvudperson. Serien har fått titeln "Drottningens detektivbyrå", och i England associerar man den med såväl "Miss Marple" som The Crown, det vill säga som älskvärd och brittisk. I böckerna löser drottningen kriminalgåtor tillsammans med sin privatsekreterare, samtidigt som hennes dagliga liv med såväl möten med landets politiska styre som besök i stallet, duvslaget eller på jakt skildras. Drottningen och hennes familj beskrivs respektfullt och "med glimten i ögat". Författaren har haft viss insyn i miljöerna genom faderns höga militära ställning, vilken inneburit kontakter med drottningen, och hon har vid ett tillfälle själv sökt anställning vid hovet. Genom intervjuer av tidigare anställda vid hovet har hon också skapat sig en bild av drottningen och hennes omgivning. Hon beskriver att hon velat skildra drottningen som en person med stark moral och pliktkänsla, samtidigt som hon genom sitt långa ämbete har haft en unik insyn i politiken och en obegränsad tillgång till expertis av olika slag.
I Windsorknuten pågår förberedelser inför drottningens 90-årsfirande på Windsor, när en gäst hittas död. MI5 påbörjar en utredning, men drottningen tror att man är på fel spår. En hund begraven handlar om en oljemålning, en tidigare present till drottningen som dyker upp på en utställning. Och en man hittas död i slottets pool. Ett majestätiskt mord utspelar sig i Norfolk, där drottningen förbereder julfirande med sin familj. En hand flyter iland på stranden och har kännetecken som är bekanta för drottningen.   

### Ungdomsromaner
- Threads, The Chicken House, 2009, ISBN 9781908435477
- Beads, Boys and Bangles, The Chicken House, 2010, ISBN 9781906427436
- Sequins, Stars and Spotlights, The Chicken House, 2011, ISBN 9781906427580
- The Look, The Chicken House, 2012, ISBN 9781906427917
- You Don't Know Me, The Chicken House, 2013, ISBN 9781908435460
- The Castle, The Chicken House, 2014, ISBN 9781909489783
- Love Song, The Chicken House, 2016, ISBN 9781910002728
- Following Ophelia, Stripes Publishing, 2017, ISBN 9781847158109

### Spänningsromaner
- Drottningens detektivbyrå
  - The Windsor Knot (2020)
    - Windsorknuten, översättning: Birgitta Wernbro Augustsson, Forum, 2021, ISBN 9789137158778

  - A Three Dog Problem (utgiven i USA som All the Queen's Men), 2021
    - En hund begraven, översättning: Birgitta Wernbro Augustsson, Forum, 2022, ISBN 9789137158808

  - Murder Most Royal (2022)
    - Ett majestätiskt mord, översättning: Birgitta Wernbro Augustsson, Forum, 2023, ISBN 9789137158822

  - A Death in Diamonds (2024)